# 安妮·屈托迈基
安妮·屈托迈基（芬蘭語：Anni Kytömäki；1980年—），芬兰作家。
发表于2014年的处女作《Kultarinta》（暂译《黄莺》）获得了芬兰文学奖的提名以及赫尔辛基日报文学奖。屈托迈基凭借该书也获得过其它一些奖项。该书也被改编成戏剧。2020年她凭借《珍珠》（芬蘭語：Margarita）一书获得了芬兰文学奖。
屈托迈基的教育背景是环境测绘。她曾在一些非政府组织中工作过，也作过一些音乐演奏工作。